# Iberesia castillana
Iberesia castillana is een spinnensoort in de taxonomische indeling van de bruine klapdeurspinnen (Nemesiidae).
Iberesia castillana werd in 1931 beschreven door Frade & Bacelar.